# 中島由貴 (フィギュアスケート選手)
中島 由貴（なかじま よしき）は、日本のフィギュアスケート選手（アイスダンス）。現在はコーチ。パートナーは鹿毛ゆみ子。1980年、1982年全日本フィギュアスケート選手権2位。

## 経歴
1980年、鹿毛ゆみ子とカップルを組み出場した全日本選手権で佐藤紀子/高橋忠之組に次いで2位に入る。
1982年、初出場となったNHK杯で7位、全日本選手権では再び2位に入った。翌年の1983年の全日本選手権では3位となる。

## 主な戦績
| 大会/年      | 1980-81 | 1981-82 | 1982-83 | 1983-84 |
| ------------ | ------- | ------- | ------- | ------- |
| 全日本選手権 | 2       |         | 2       | 3       |
| NHK杯        |         |         | 7       |         |